# H (가수)
현승민(1976년 1월 17일~)은 예명 H로 알려진 대한민국의 가수 겸 작사가 출신의 기업가 겸 금융인이다.

## 주요 이력
그는 1995년 남성 댄스 팝 음악 그룹 "소방차" 구성원이었던 정원관에게 발탁되어 그 해 1995년 《잉크 2집》 음반에 코러스로 참여하여 첫 데뷔하였고 이듬해 1996년 《하모하모 1집》 음반에 코러스와 작사가 참여하였으며 1년 후 1997년 《NRG 1집》에 코러스 및 작사가 참여한 이후 1999년 《현승민 1집》을 발표하여 솔로 가수 데뷔, 《Dream》, 《Stay》, 《Candy girl》이라는 노래 작품 등이 줄연속 히트하였고 이듬해 2000년 컴백을 채비하였지만 여건이 여의치 않은 상황이 도래한데다가 한때 연습생 시절 동료였던 NRG 구성원 김환성의 병사(2000년 6월 15일)가 겹악재를 이루자 결국 컴백을 포기하고 2001년 5월에서 2003년 5월까지 군 복무를 한 이후 2003년 10월 17일을 기하여, 선배 가수 엄정화 등의 간접 지원 사격을 받으며 《H 1집》을 발표하며 컴백을 하였고 이 때 《잊었니》, 《너를 원해》, 《For my friends》 등의 노래 작품이 히트하였는데 같은 해 2003년 12월에는 가수 이정민의 노래 작품인 《Alone》의 뮤직 비디오에도 단역 출연한 전력이 있었고 그 후 2005년 10월 18일을 기하여 발표된 《아이써틴 1집》의 디렉터와 코러스 참여를 담당하였고 이듬해 2006년 뮤지컬 배우를 거쳐 2009년 아리랑 TV 비디오 자키 등을 지내며 가수 겸 래퍼로는 긴 공백기를 다시 갖다가 2013년 싱글 앨범을 발표하고 컴백을 하여 《Lose control》이라는 노래가 히트하였다. 그럼에도 불구하고 연예계를 떠나 현재 KB손해보험에서 보험설계사로 근무하고 있다.

## 학력
- 서울독립문국민학교 졸업(1988년 2월)
- 서울 경신중학교(前) → 서울 은평중학교 졸업(1991년 2월)
- 서울 한영고등학교 졸업(1994년 2월)
- 남서울대학교 스포츠경영학과(부전공: 건축학)[1] 학사(2001년 2월)

## 출연작

### 뮤지컬
- 2006년 《로키 호러 쇼》

## 디스코그래피

### 정규 앨범
- 1999년 《현승민 1집》
- 2003년 《H 1집》

### 싱글 앨범
- 2013년 《H 싱글 앨범》

### 코러스 참여
- 1995년 《잉크 2집》
- 1996년 《소방차 5집》
- 1996년 《하모하모 1집》
- 1997년 《NRG 1집》
- 2005년 《아이써틴 1집》